# Убра
Убра — село в Лакському районі, Дагестан.
Розташоване за 3 км від райцентра — села Кумух, між крутими схилами та обривами. Лише з двох боків воно зв'язане зі "світом": на північному заході — крута і звивиста дорога веде до шосейної дороги, що веде в Гунібський район; з південно-східного ще крутіша і вузька пішохідна дорога веде попри Вілттах (або те, що залишилось від нього) в Кумух.
Убра існувало ще в доісламскі часи (тобто до X ст.), про це можна судити по записах на камінні кладовища. В період встановлення Ісламу в горах Дагестану, Убра протистояли найдовше під натяком, що вони мають ще сорок замаринованих свиней і коли доїдять їх то приймуть Іслам. По нині лакці жартуючи називають убринців свиноїдами, а селяни в свою чергу так називають рід Бітанових, які є самими першими мешканцями села. Першими родами, що поселилися тут були Битахъул і ХІусайнахъул, вихідці з села Табахлу. Ці сім'ї розрослися тай утворили самостійне село. Табахлінці хотіли зігнати їх звідти але їм це не вдалося через непрохідність до села Убра.
В селі є мечеть надписи на каменях якої представляють для спеціалістів великий інтерес. З фотографії зробленої мною, М.Г. Нурмагомєдов прочитав надпис арабською мовою на камені бокової стіни мечеті: "Хто будує мечеть - тому Аллах будує хату в раю. Мечеті будуються для Аллаха, не присвячуйте жодному іншому. Мечеть збудована в 720 році хіджри". (1303 рік н.е.) Надпис над воротами розшифрувати не вдалося. Компетентні особи вважають, що це аят з Корану. Розшифровано лише дату — 1313 рік хіджри (1896), та ім'я будівельника - Цаххай.
Під кладовищем є стародавня печера, якби катакомба де селяни в період набігу ворога ховали майно та цінності. Ця споруда збереглася донині і є унікальною (наскільки відомо) навіть для гірських аулів. Це підземне царство під цвинтаром висотою 3,5 метра та діаметром 30, бере початок з вузького входу, з боку обриву і прикритим великим білим каменем так, що непосвяченому його побачити майже неможливо. Вповзти туди навіть нам дітям було дуже важко. Вхід не більший діаметром за півметра та довжиною 3м, зовсім не пускають всередину світла. Але посвітивши ліхтарем видко пожовтілі листки Корану, побілілі від часу людські кістки, кусочки вбрання. На початку XX ст. тут знайдено маленький сундучок оббитий залізом, з складеною матерією всередині, що нагадувала шовк і розсипалася при дотику. Москаль навіяв, що ця катакомба має ще один вихід з іншого боку кладовища, через який пройшов Чачархъал Омар. Але як відомо ніхто не бачив цього виходу. Є легенда, що два муталіми (підлітки) поспорили що вночі один піде й заб'є в підлогу печери колик а інший мав найти цей колик і принести його на зовню. Той, що пішов першим - не повернувся. Він помер від страху бо він небачучи прибив свою штанку коликом, і подумав, що його хтось тримає. 
Існує переказ пов'язаний з назвою села. В давні часи загубився син якогось правителя. Ті, хто шукали його, як то прийнято в горах крикнули з одної гори на цю з криком, чи там він, і з цього аула відповіли : "Ур!" - "Є!" (тобто знайшли). Звідси й самоназва "Увур" (лакською). 
1929 року в селі було 119 дворів і 428 мешканців. За даними перепису населення 1935 року в селі було 137 хат і 543 особи в них. Сьогодні тут залишилися 8 сімей і майже стільки ж утримують в доброму стані свої домівки, приїжджаючи з міста на деякий час.